# 永恒火焰
《永恒火焰》（波斯語：‎）是阿富汗毛派组织进步青年组织的出版物，也被作为1960年代至1970年代阿富汗毛派运动的代名词，其成员被称为“火焰派”（Sholaites）。《永恒火焰》出版了11期后被政府查禁。
在穆罕默德·查希尔沙国王流亡到意大利和1973年穆罕默德·达乌德汗总统执掌阿富汗后，永恒火焰继续被视为敌视政权的巴基斯坦支持的运动。苏联－阿富汗战争和中阿决裂导致了一次分裂，亲阿派公开指责三个世界理论为修正主义理论。
阿富汗共产党（毛主义）称，1978年后，“火焰派”参与了对苏联及其扶植的阿富汗人民民主党政权的抵抗运动。据说艾哈迈德·沙阿·马苏德曾参与永恒火焰。